# P. J. 솔스
P. J. 솔스(P. J. Soles, 1950년 7월 17일 ~ )는 미국의 배우이다.